# Epifania (imię)
Epifania – żeński odpowiednik imienia Epifaniusz lub Epifani, pochodzi z gr. epifaneia – objawienie, ukazanie się. 
Epifania imieniny obchodzi 6 stycznia i 12 lipca.